# Pelota basca nos Jogos Pan-Americanos de 1995
As competições de pelota basca nos Jogos Pan-Americanos de 1995 foram realizadas em Mar del Plata, na Argentina. Foi a primeira edição do esporte nos [[Jogos Pan-Americanos|jogos\\.

## Medalhistas
Masculino
| Evento                            | Ouro          | Prata         | Bronze    |
| --------------------------------- | ------------- | ------------- | --------- |
| Frontenis frontón 30 m detalhes   | MEX México    | ARG Argentina | CUB Cuba  |
| Pelota de goma trinquete detalhes | ARG Argentina | URU Uruguai   | CHI Chile |

Feminino
| Evento                            | Ouro          | Prata      | Bronze        |
| --------------------------------- | ------------- | ---------- | ------------- |
| Frontenis frontón 30 m detalhes   | MEX México    | CUB Cuba   | ARG Argentina |
| Pelota de goma trinquete detalhes | ARG Argentina | MEX México | URU Uruguai   |

Eventos abertos
| Evento                                         | Ouro          | Prata         | Bronze        |
| ---------------------------------------------- | ------------- | ------------- | ------------- |
| Pelota de goma frontón 30 m detalhes           | ARG Argentina | MEX México    | CUB Cuba      |
| Pelota de mão frontón 36 m individual detalhes | MEX México    | VEN Venezuela | CUB Cuba      |
| Pelota de mão frontón 36 m duplas detalhes     | MEX México    | VEN Venezuela | CUB Cuba      |
| Pala corta frontón 36 m detalhes               | CUB Cuba      | MEX México    | ARG Argentina |
| Pelota de couro frontón 36 m detalhes          | ARG Argentina | CUB Cuba      | MEX México    |
| Pelota de mão trinquete individual detalhes    | MEX México    | CUB Cuba      | VEN Venezuela |
| Pelota de mão trinquete duplas detalhes        | MEX México    | VEN Venezuela | CUB Cuba      |
| Pelota de couro trinquete detalhes             | URU Uruguai   | ARG Argentina | MEX México    |